# Myopa mixta
Myopa mixta är en tvåvingeart som beskrevs av Frey 1958. Myopa mixta ingår i släktet Myopa och familjen stekelflugor.
Artens utbredningsområde är Kanarieöarna. Inga underarter finns listade i Catalogue of Life.